# Le Monde en marche (film, 1934)
Pour les articles homonymes, voir Le Monde en marche.
Pour plus de détails, voir Fiche technique et Distribution.
Le Monde en marche (titre original : The World Moves On) est un film américain réalisé par John Ford, sorti en 1934.
Le film dépeint une grande fresque historique et familiale entre l'Europe et les États-Unis...

## Synopsis
En 1825, deux familles de négociants en coton vivant entre l'Angleterre et l'Amérique, ouvrent des succursales en France et en Prusse, après s'être jurés de se soutenir mutuellement. Les chefs de familles sont ainsi convaincus qu'une grande alliance entre eux, leur assurera la prospérité capable de résister à de futures calamités telle que les guerres napoléoniennes, dont l'Europe se remet lentement. De nombreuses décennies plus tard, la Première Guerre mondiale qui éclate et les années qui suivent mettent leurs entreprises à l'épreuve.

## Fiche technique
- Titre : Le Monde en marche
- Titre original : The World Moves On
- Réalisation : John Ford
- Scénario : Reginald Berkeley (en)
- Photographie : George Schneiderman
- Montage : Paul Weatherwax
- Musique : R.H. Bassett, David Buttolph, Louis De Francesco, Hugo Friedhofer, Cyril J. Mockridge,
- Producteur : Winfield R. Sheehan
- Pays de production : États-Unis
- Langue : Anglais américain
- Métrage : 2 804 mètres
- Format : Noir et blanc — 35 mm — 1,37:1 — Son : Mono (Western Electric Noiseless Recording)
- Genre : Film dramatique, Film romantique, Film de guerre
- Durée : 104 minutes
- Dates de sortie : 
  - États-Unis : 27 juin 1934 (première) / 28 juin 1934 (New York) / 31 août 1934 (sortie nationale)
  - Italie : août 1934 (Mostra de Venise)
  - Espagne : 19 novembre 1934
  - Australie : 5 janvier 1935
  - France : 18 janvier 1935

## Distribution
- Madeleine Carroll : Mrs. Warburton, 1825/Mary Warburton Girard, 1914
- Franchot Tone : Richard Girard
- Reginald Denny : Erik von Gerhardt
- Sig Ruman : Baron von Gerhardt (comme Siegfried Rumann)
- Louise Dresser : Baroness von Gerhardt
- Raul Roulien : Carlos Girard (1825)/Henri Girard (1914)
- Stepin Fetchit : Dixie
- Lumsden Hare : Gabriel Warburton (1825)/Sir John Warburton (1914)
- Dudley Digges : Mr. Manning
- Frank Melton : John Girard (1825)
- Brenda Fowler : Madame Agnes Girard (1825)
- Russell Simpson : Notaire (1825)
- Walter McGrail : Le duelliste (1825)
- Marcelle Corday : Madame Girard II (1914)
- Charles Bastin : Jacques Girard, the Boy (1914)
- Barry Norton : Jacques Girard (1924)
- George Irving : Charles Girard (1914)
- Ferdinand Schumann-Heink : Fritz von Gerhardt
- Georgette Rhodes : Jeanne Girard
- Claude King : Colonel Braithwaite
- Ivan F. Simpson : Clumber (comme Ivan Simpson)
- Frank Moran : Sergeant Culbert, soldat dans le fossé

Acteurs non crédités
- Brooks Benedict : soldat dans le fossé
- Anita Brown : femme de Dixie
- Pierre Callos : Chef
- Fred Cavens : chauffeur de taxi
- André Cheron : officier français dans le fossé
- Pierre Couderc
- Sidney De Gray : joueur de cartes
- Mario Dominici : médecin français
- Francis Ford : Légionnaire dans le fossé
- Hans Fuerberg : Hans, Man Toasting Bride and Groom
- Mary Gordon : mère du soldat anglais
- Ben Hall : soldat anglais
- Winter Hall : ministre
- Ramsay Hill : officier britannique
- Hans Joby : cuisinier
- Beulah Hall Jones :
- Emmett King : joueur de cartes
- Otto Kottke : soldat allemand
- Louise La Croix :
- Jacques Lory : légionnaire dans le fossé avec Dixie
- Margaret Mann : Housekeeper
- Alphonse Martell : Sergent français
- Billy McClain : Français noir
- Paul McVey : Worker saying Paris Calling
- Torben Meyer : Head Butler
- George Milo : Officier
- Jack Pennick : French orderly
- Frank Reicher : Herr Robess
- George Renault : Légionnaire
- Harry Tenbrook : Légionnaire dans le fossé avec Dixie
- Anders Van Haden : docteur allemand
- Perry N. Vekroff
- William Worthington : juge du duel

Images d'archives
- Adolf Hitler : lui-même (images d'archives)
- Benito Mussolini : lui-même (images d'archives)